# Gala Abu Ahmed
Gala Abu Ahmed was een Koesjitisch fort in de lagere Wadi Howar in Noord-Soedan. Het fort is 120 bij 80 meter groot en ligt 110 km ten westen van de Nijl.
Het fort werd in 1984 ontdekt door archeologen van de Universiteit van Keulen. Sinds augustus 2008 wordt het fort onderzocht als onderdeel van het DFG-project "An den Grenzen der Macht". Gala Abu Ahmed dateert uit de Napata-fase (ca. 750 - 350 v.Chr.) van Koesj. Sommige koolstof-14-dateringen geven aan dat het fort al in de 12e eeuw v.Chr. in gebruik was, in de periode vóór Napata. 
De functie van het gebouw is nog onduidelijk. Het lijkt waarschijnlijk dat het een bewaakte handelspost met douane- en controlefuncties was, gezien de ligging in een begroeid gebied aan een handelsroute naar Binnen-Afrika.
- Virtual International Authority File: 313483428